# Wytse Hette Keulen
Wytse Hette Keulen (* 1968) ist ein niederländischer Altphilologe.

## Leben
Er studierte von 1986 bis 1993 Klassische Philologie an der Universität Groningen. Das Referendariat als Gymnasiallehrer absolvierte er von 1993 bis 1994. Am Thesaurus Linguae Latinae wirkte er von 1994 bis 1997 als Stipendiat mit. Von 1997 bis 2002 war er wissenschaftlicher Mitarbeiter der Universität Groningen und Mitglied der Forschungsgruppe Groningen Commentaries on Apuleius, wo er 2003 promoviert wurde. 2004 hatte er einen Lehrauftrag an der Universität von Amsterdam. Von 2004 bis 2007 war er wissenschaftlicher Mitarbeiter der Universität Groningen im Forschungsprojekt The Latin Sophistic. Constructions of the Intellectual in Antonine Rome. Am Corpus Christi College in Oxford forschte er 2001–2002 und 2007. Als Gastdozent an der Universität Rostock lehrte er von 2008 bis 2009 im Rahmen des DAAD Gastdozentenprogrammes für die Förderung ausländischer Gastdozenten zu Lehrtätigkeiten an deutschen Hochschulen. Nach der Habilitation 2009 an der Universität Rostock war Wytse Hette Keulen im Wintersemester 2009/2010 Lehrbeauftragter an der Universität Rostock und der Universität Potsdam. Im Sommersemester 2010 vertrat er den Lehrstuhl von Fritz-Heiner Mutschler an der Technischen Universität Dresden. Von 2010 bis 2011 und 2012 bis 2013 war er wissenschaftlicher Mitarbeiter der Universität Rostock als Projektleiter im DFG-Projekt Kontinuität und Wandel im 'Isis-Buch' des Apuleius (Met. XI): Eine transdisziplinäre Erschließung des religiösen Schlusses der Metamorphosen. Von 2011 bis 2012 vertrat er als wissenschaftlicher Mitarbeiter Dennis Pausch an der Universität Gießen. Im Wintersemester 2013/2014 war Keulen Lehrbeauftragter an der Universität Potsdam. Von 2014 bis 2015 war er Lehrbeauftragter an der Universität Rostock. 2015 war er Wissenschaftlicher Mitarbeiter im Projekt Viri Illustres in Zusammenarbeit mit Christiane Reitz und Detlev Wannagat. Vom Sommersemester 2016 bis zum Jahr 2017 vertrat er Stephan Heilen auf dem Lehrstuhl der Universität Osnabrück, von 2017 bis 2018 Professor Jan Felix Gaertner an der Universität Köln. Seit Oktober 2018 ist er Mitarbeiter an dem DFG-finanzierten Forschungsprojekt Scriptae imagines: Fronto’s correspondence as dialogue and portrayal an der Universität Göttingen.

## Schriften (Auswahl)
- als Herausgeber mit Stelios Panayotakis: The Ancient Novel and Beyond, Leiden (= Mnemosyne. Supplementband 241). Brill, Leiden u. a. 2003, ISBN 90-04-12999-5.
- mit Maaike Zimmerman-de Graaf: Apuleius Madaurensis Metamorphoses, Books IV,28 – VI,24. Cupid and Psyche. Text, Introduction and Commentary (= Groningen commentaries on Apuleius). Forsten, Groningen 2004, ISBN 90-6980-146-9.
- Lectiones Scrupulosae. Essays on the Text and Interpretation of Apuleius’ Metamorphoses in Honour of Maaike Zimmerman (= Ancient narrative. Supplementband 6). Barkhuis Publ., Eelde 2006, ISBN 90-77922-16-4
- Apuleius Madaurensis Metamorphoses, Book I. Text, Introduction and Commentary (= Groningen commentaries on Apuleius).  Forsten, Groningen 2007, ISBN 978-90-6980-154-4 (zugleich Dissertation, Groningen 2003).
- Gellius the Satirist. Roman Cultural Authority in Attic Nights (= Mnemosyne. Supplementband 297). Brill, Leiden u. a. 2009, ISBN 978-3-406-59320-8 (zugleich Habilitationsschrift, Rostock 2009).
- als Herausgeber mit Ulrike Egelhaaf-Gaiser: Aspects of Apuleius’ Golden Ass III: The Isis Book. A Collection of Original Papers. Brill, Leiden u. a. 2012, ISBN 978-90-04-22455-1.
- Apuleius Madaurensis, Metamorphoses, Book XI. The Isis Book. Text, Introduction and Commentary (= Groningen commentaries on Apuleius). Brill, Leiden u. a. 2015, ISBN 90-04-26920-7.